# Lola Versus Powerman and the Moneygoround, Part One
Lola Versus Powerman and the Moneygoround, Part One é um álbum conceitual da banda de rock britânica The Kinks. Lançado em 1970, é uma análise satírica das diversas facetas da indústria da música, incluindo editoras, sindicatos, imprensa, contadores, empresários e a estrada. Musicalmente Lola é eclético, transitando entre os gêneros folk, hard rock e a tradicional música de salão britânica.
Embora tenha surgido em um período de transição para o Kinks, Lola Versus Powerman foi um sucesso tanto comercial quando de crítica, entrando para o Top 40 nos Estados Unidos e ajudando a resgatar a fama do grupo, o que acabou fazendo deste um álbum de "retorno". Deu origem também a dois hit singles, "Lola", que ficou entre as 10 mais nos Estados Unidos, e "Apeman", que alcançou a 5ª colocação nas paradas britânicas.

## Faixas
Todas as canções compostas por Ray Davies, exceto onde observado.
Lado um
1. "Introduction" – 0:41
2. "The Contenders" – 2:02
3. "Strangers" (Dave Davies) – 3:20
4. "Denmark Street" – 2:02
5. "Get Back in Line" – 3:04
6. "Lola" – 4:01
7. "Top of the Pops" – 3:40
8. "The Moneygoround" – 1:47

Lado dois
1. "This Time Tomorrow" – 3:22
2. "A Long Way From Home" – 2:27
3. "Rats" (Dave Davies) – 2:40
4. "Apeman" – 3:52
5. "Powerman" (Ray Davies/Dave Davies) – 4:18
6. "Got to Be Free" – 3:01

Faixas bônus do lançamento em CD pela Castle/Sanctuary
1. "Lola" (mixagem mono do single) – 4:08
2. "Apeman" (mixagem alternativa) – 3:41
3. "Powerman" (demo acústico) – 4:23